# Волейбол на літніх Олімпійських іграх 2020 — кваліфікація (чоловіки)
Кваліфікація на чоловічий волейбольний турнір Ігор XXXII Олімпіади в Токіо проходила від 9 серпня 2019 року до 12 січня 2020 року. За її підсумками путівки на Олімпійські ігри дістали 6 переможців інтерконтинентального турніру і 5 переможців континентальних турнірів.

## Система кваліфікації
6 учасників Олімпійських ігор в Токіо визначено за підсумками інтерконтинентального кваліфікаційного турніру, в якому зіграли 24 найсильніші збірні світу згідно з рейтингом Міжнародної федерації волейболу (за винятком збірної Японії, що не брала участь в кваліфікації на правах країни-господарки Ігор).
У січні 2020 року відбулися континентальні кваліфікаційні турніри, в яких було розіграно ще 5 путівок на Олімпійські ігри в Токіо - по одній путівці для кожної конфедерації .
| Турнір                                       | Турнір                                       | Дата             | Місце(sя)       | Квота | Кваліфікувались |
| -------------------------------------------- | -------------------------------------------- | ---------------- | --------------- | ----- | --------------- |
| Країна-господарка                            | Країна-господарка                            | 7 вересня 2013   | Буенос-Айрес    | 1     | Японія          |
| Інтерконтинентальний кваліфікаційний турнір  | Група A                                      | 9–11 серпня 2019 | Варна           | 1     | Бразилія        |
| Інтерконтинентальний кваліфікаційний турнір  | Група B                                      | 9–11 серпня 2019 | Роттердам       | 1     | США             |
| Інтерконтинентальний кваліфікаційний турнір  | Група C                                      | 9–11 серпня 2019 | Барі            | 1     | Італія          |
| Інтерконтинентальний кваліфікаційний турнір  | Група D                                      | 9–11 серпня 2019 | Гданськ–Сопот   | 1     | Польща          |
| Інтерконтинентальний кваліфікаційний турнір  | Група E                                      | 9–11 серпня 2019 | Санкт-Петербург | 1     | ОКР             |
| Інтерконтинентальний кваліфікаційний турнір  | Група F                                      | 9–11 серпня 2019 | Нінбо           | 1     | Аргентина       |
| Європейський кваліфікаційний турнір          | Європейський кваліфікаційний турнір          | 5–10 січня 2020  | Берлін          | 1     | Франція         |
| Азійський кваліфікаційний турнір             | Азійський кваліфікаційний турнір             | 7–12 січня 2020  | Цзянмень        | 1     | Іран            |
| Африканський кваліфікаційний турнір          | Африканський кваліфікаційний турнір          | 7–11 січня 2020  | Каїр            | 1     | Туніс           |
| Південноамериканський кваліфікаційний турнір | Південноамериканський кваліфікаційний турнір | 10–12 січня 2020 | Мостасаль       | 1     | Венесуела       |
| Північноамериканський кваліфікаційний турнір | Північноамериканський кваліфікаційний турнір | 10–12 січня 2020 | Ванкувер        | 1     | Канада          |
| Загалом                                      | Загалом                                      | Загалом          | Загалом         | 12    |                 |

## Країна-господарка
FIVB надала збірній Японії право на участь в Олімпіаді 2020 на правах країни-господарки.
- Японія

## Інтерконтинентальний кваліфікаційний турнір
24 команди розподілено по 6 групах «змійкою» на підставі положення в рейтингу Міжнародної федерації волейболу на 1 жовтня 2018 року. Переможці групових турнірів - збірні Бразилії, США, Італії, Польщі, Росії та Аргентини - дістали путівки на Олімпійські ігри в Токіо.

### Група А
|                | Матчі | Матчі | Очки | Сети | Сети | Сети  | М'ячі | М'ячі | М'ячі |
| В              | П     | В     | Очки | П    | В:П  | В     | П     | В:П   |       |
| -------------- | ----- | ----- | ---- | ---- | ---- | ----- | ----- | ----- | ----- |
| 1. Бразилія    | 3     | 0     | 8    | 9    | 2    | 4,500 | 264   | 213   | 1,239 |
| 2. Болгарія    | 2     | 1     | 7    | 8    | 4    | 2,000 | 284   | 254   | 1,118 |
| 3. Єгипет      | 1     | 2     | 3    | 4    | 6    | 0,167 | 212   | 240   | 0,883 |
| 4. Пуерто-Рико | 0     | 3     | 0    | 0    | 9    | 0,000 | 178   | 231   | 0,771 |

| Дата     |             | Рахунок |             | Сети  | Сети  | Сети  | Сети  | Сети  | Звіт                                              |
| Дата     | 1           | Рахунок | 2           | 3     | 4     | 5     |       |       | Звіт                                              |
| -------- | ----------- | ------- | ----------- | ----- | ----- | ----- | ----- | ----- | ------------------------------------------------- |
| 9.08.19  | Бразилія    | 3:0     | Пуерто-Рико | 25:23 | 25:19 | 25:19 |       |       | P2 [Архівовано 14 серпня 2019 у Wayback Machine.] |
| 9.08.19  | Єгипет      | 1:3     | Болгарія    | 11:25 | 31:33 | 25:19 | 19:25 |       | P2 [Архівовано 17 квітня 2021 у Wayback Machine.] |
|          |             |         |             |       |       |       |       |       |                                                   |
| 10.08.19 | Бразилія    | 3:0     | Єгипет      | 25:12 | 25:19 | 25:14 |       |       | P2 [Архівовано 17 квітня 2021 у Wayback Machine.] |
| 10.08.19 | Пуерто-Рико | 0:3     | Болгарія    | 20:25 | 22:25 | 12:25 |       |       | P2 [Архівовано 17 квітня 2021 у Wayback Machine.] |
|          |             |         |             |       |       |       |       |       |                                                   |
| 11.08.19 | Єгипет      | 3:0     | Пуерто-Рико | 25:17 | 31:29 | 25:17 |       |       | P2 [Архівовано 17 квітня 2021 у Wayback Machine.] |
| 11.08.19 | Болгарія    | 2:3     | Бразилія    | 25:23 | 25:19 | 30:32 | 16:25 | 11:15 | P2                                                |

### Група B
|                   | Матчі | Матчі | Очки | Сети | Сети | Сети  | М'ячі | М'ячі | М'ячі |
| В                 | П     | В     | Очки | П    | В:П  | В     | П     | В:П   |       |
| ----------------- | ----- | ----- | ---- | ---- | ---- | ----- | ----- | ----- | ----- |
| 1. США            | 3     | 0     | 9    | 9    | 2    | 4,500 | 259   | 223   | 1,161 |
| 2. Нідерланди     | 2     | 1     | 5    | 7    | 5    | 1,400 | 273   | 263   | 1,038 |
| 3. Бельгія        | 1     | 2     | 3    | 4    | 6    | 0,667 | 223   | 237   | 0,941 |
| 4. Південна Корея | 0     | 3     | 1    | 2    | 9    | 0,222 | 235   | 267   | 0,880 |

| Дата     |                | Рахунок |                | Сети  | Сети  | Сети  | Сети  | Сети  | Звіт                                              |
| Дата     | 1              | Рахунок | 2              | 3     | 4     | 5     |       |       | Звіт                                              |
| -------- | -------------- | ------- | -------------- | ----- | ----- | ----- | ----- | ----- | ------------------------------------------------- |
| 9.08.19  | Нідерланди     | 3:2     | Південна Корея | 23:25 | 25:27 | 26:24 | 25:20 | 15:12 | P2 [Архівовано 17 квітня 2021 у Wayback Machine.] |
| 9.08.19  | Бельгія        | 1:3     | США            | 20:25 | 19:25 | 25:17 | 18:25 |       | P2 [Архівовано 17 квітня 2021 у Wayback Machine.] |
|          |                |         |                |       |       |       |       |       |                                                   |
| 10.08.19 | Бельгія        | 0:3     | Нідерланди     | 22:25 | 21:25 | 20:25 |       |       | P2 [Архівовано 17 квітня 2021 у Wayback Machine.] |
| 10.08.19 | США            | 3:0     | Південна Корея | 25:20 | 25:21 | 25:16 |       |       | P2 [Архівовано 17 квітня 2021 у Wayback Machine.] |
|          |                |         |                |       |       |       |       |       |                                                   |
| 11.08.19 | Нідерланди     | 1:3     | США            | 18:25 | 20:25 | 25:17 | 21:25 |       | P2 [Архівовано 17 квітня 2021 у Wayback Machine.] |
| 11.08.19 | Південна Корея | 0:3     | Бельгія        | 25:27 | 21:25 | 24:26 |       |       | P2 [Архівовано 17 квітня 2021 у Wayback Machine.] |

### Група C
|              | Матчі | Матчі | Очки | Сети | Сети | Сети  | М'ячі | М'ячі | М'ячі |
| В            | П     | В     | Очки | П    | В:П  | В     | П     | В:П   |       |
| ------------ | ----- | ----- | ---- | ---- | ---- | ----- | ----- | ----- | ----- |
| 1. Італія    | 3     | 0     | 8    | 9    | 2    | 4,500 | 260   | 206   | 1,262 |
| 2. Сербія    | 2     | 1     | 6    | 6    | 4    | 1,500 | 237   | 225   | 1,053 |
| 3. Австралія | 1     | 2     | 4    | 6    | 6    | 1,000 | 271   | 269   | 1,007 |
| 4. Камерун   | 0     | 3     | 0    | 0    | 9    | 0,000 | 157   | 225   | 0,698 |

| Дата     |           | Рахунок |           | Сети  | Сети  | Сети  | Сети  | Сети  | Звіт                                              |
| Дата     | 1         | Рахунок | 2         | 3     | 4     | 5     |       |       | Звіт                                              |
| -------- | --------- | ------- | --------- | ----- | ----- | ----- | ----- | ----- | ------------------------------------------------- |
| 9.08.19  | Австралія | 1:3     | Сербія    | 28:26 | 19:25 | 19:25 | 30:32 |       | P2 [Архівовано 17 квітня 2021 у Wayback Machine.] |
| 9.08.19  | Італія    | 3:0     | Камерун   | 25:18 | 25:18 | 25:16 |       |       | P2 [Архівовано 17 квітня 2021 у Wayback Machine.] |
|          |           |         |           |       |       |       |       |       |                                                   |
| 10.08.19 | Сербія    | 3:0     | Камерун   | 25:22 | 25:19 | 25:13 |       |       | P2 [Архівовано 17 квітня 2021 у Wayback Machine.] |
| 10.08.19 | Австралія | 2:3     | Італія    | 25:21 | 19:25 | 26:24 | 17:25 | 13:15 | P2 [Архівовано 17 квітня 2021 у Wayback Machine.] |
|          |           |         |           |       |       |       |       |       |                                                   |
| 11.08.19 | Камерун   | 0:3     | Австралія | 17:25 | 16:25 | 18:25 |       |       | P2 [Архівовано 17 квітня 2021 у Wayback Machine.] |
| 11.08.19 | Сербія    | 0:3     | Італія    | 16:25 | 19:25 | 19:25 |       |       | P2 [Архівовано 17 квітня 2021 у Wayback Machine.] |

### Група D
|             | Матчі | Матчі | Очки | Сети | Сети | Сети  | М'ячі | М'ячі | М'ячі |
| В           | П     | В     | Очки | П    | В:П  | В     | П     | В:П   |       |
| ----------- | ----- | ----- | ---- | ---- | ---- | ----- | ----- | ----- | ----- |
| 1. Польща   | 3     | 0     | 9    | 9    | 1    | 9,000 | 246   | 205   | 1,200 |
| 2. Франція  | 2     | 1     | 6    | 6    | 4    | 1,500 | 231   | 229   | 1,009 |
| 3. Словенія | 1     | 2     | 3    | 4    | 6    | 0,667 | 235   | 235   | 1,000 |
| 4. Туніс    | 0     | 3     | 0    | 1    | 9    | 0,111 | 203   | 246   | 0,825 |

| Дата     |         | Рахунок |          | Сети  | Сети  | Сети  | Сети  | Сети | Звіт                                              |
| Дата     | 1       | Рахунок | 2        | 3     | 4     | 5     |       |      | Звіт                                              |
| -------- | ------- | ------- | -------- | ----- | ----- | ----- | ----- | ---- | ------------------------------------------------- |
| 9.08.19  | Польща  | 3:0     | Туніс    | 25:15 | 25:19 | 25:19 |       |      | P2 [Архівовано 11 серпня 2019 у Wayback Machine.] |
| 9.08.19  | Франція | 3:0     | Словенія | 26:24 | 25:20 | 25:23 |       |      | P2 [Архівовано 17 квітня 2021 у Wayback Machine.] |
|          |         |         |          |       |       |       |       |      |                                                   |
| 10.08.19 | Польща  | 3:0     | Франція  | 25:21 | 25:19 | 25:20 |       |      | P2 [Архівовано 11 серпня 2019 у Wayback Machine.] |
| 10.08.19 | Туніс   | 0:3     | Словенія | 23:25 | 16:25 | 24:26 |       |      | P2 [Архівовано 30 жовтня 2020 у Wayback Machine.] |
|          |         |         |          |       |       |       |       |      |                                                   |
| 11.08.19 | Франція | 3:1     | Туніс    | 25:21 | 20:25 | 25:19 | 25:22 |      | P2 [Архівовано 30 жовтня 2020 у Wayback Machine.] |
| 11.08.19 | Польща  | 3:1     | Словенія | 21:25 | 25:23 | 25:23 | 25:21 |      | P2 [Архівовано 30 жовтня 2020 у Wayback Machine.] |

### Група E
|            | Матчі | Матчі | Очки | Сети | Сети | Сети  | М'ячі | М'ячі | М'ячі |
| В          | П     | В     | Очки | П    | В:П  | В     | П     | В:П   |       |
| ---------- | ----- | ----- | ---- | ---- | ---- | ----- | ----- | ----- | ----- |
| 1. Росія   | 3     | 0     | 9    | 9    | 0    | max   | 228   | 175   | 1,303 |
| 2. Іран    | 2     | 1     | 5    | 6    | 2    | 3,000 | 256   | 235   | 1,089 |
| 3. Куба    | 1     | 2     | 4    | 5    | 6    | 0,333 | 238   | 255   | 0,933 |
| 4. Мексика | 0     | 3     | 0    | 0    | 9    | 0,000 | 170   | 227   | 0,749 |

| Дата     |       | Рахунок |         | Сети  | Сети  | Сети  | Сети  | Сети  | Звіт                                              |
| Дата     | 1     | Рахунок | 2       | 3     | 4     | 5     |       |       | Звіт                                              |
| -------- | ----- | ------- | ------- | ----- | ----- | ----- | ----- | ----- | ------------------------------------------------- |
| 9.08.19  | Іран  | 3:2     | Куба    | 23:25 | 26:28 | 25:17 | 25:16 | 15:10 | P2 [Архівовано 24 серпня 2019 у Wayback Machine.] |
| 9.08.19  | Росія | 3:0     | Мексика | 25:15 | 25:11 | 25:17 |       |       | P2 [Архівовано 17 квітня 2021 у Wayback Machine.] |
|          |       |         |         |       |       |       |       |       |                                                   |
| 10.08.19 | Іран  | 3:0     | Мексика | 25:18 | 25:21 | 27:25 |       |       | P2 [Архівовано 14 серпня 2019 у Wayback Machine.] |
| 10.08.19 | Росія | 3:0     | Куба    | 25:18 | 26:24 | 27:25 |       |       | P2 [Архівовано 14 серпня 2019 у Wayback Machine.] |
|          |       |         |         |       |       |       |       |       |                                                   |
| 11.08.19 | Куба  | 3:0     | Мексика | 25:18 | 25:23 | 25:22 |       |       | P2 [Архівовано 30 жовтня 2020 у Wayback Machine.] |
| 11.08.19 | Росія | 3:0     | Іран    | 25:19 | 25:23 | 25:23 |       |       | P2 [Архівовано 17 серпня 2019 у Wayback Machine.] |

### Група F
|              | Матчі | Матчі | Очки | Сети | Сети | Сети  | М'ячі | М'ячі | М'ячі |
| В            | П     | В     | Очки | П    | В:П  | В     | П     | В:П   |       |
| ------------ | ----- | ----- | ---- | ---- | ---- | ----- | ----- | ----- | ----- |
| 1. Аргентина | 3     | 0     | 8    | 9    | 4    | 2,250 | 298   | 282   | 1,057 |
| 2. Канада    | 2     | 1     | 5    | 7    | 5    | 1,400 | 286   | 263   | 1,087 |
| 3. КНР       | 1     | 2     | 5    | 7    | 7    | 1,000 | 302   | 308   | 0,981 |
| 4. Фінляндія | 0     | 3     | 0    | 2    | 9    | 0,222 | 236   | 269   | 0,877 |

| Дата     |           | Рахунок |           | Сети  | Сети  | Сети  | Сети  | Сети  | Звіт                                              |
| Дата     | 1         | Рахунок | 2         | 3     | 4     | 5     |       |       | Звіт                                              |
| -------- | --------- | ------- | --------- | ----- | ----- | ----- | ----- | ----- | ------------------------------------------------- |
| 9.08.19  | КНР       | 3:1     | Фінляндія | 25:22 | 21:25 | 25:22 | 25:23 |       | P2 [Архівовано 17 квітня 2021 у Wayback Machine.] |
| 9.08.19  | Канада    | 1:3     | Аргентина | 23:25 | 25:22 | 25:27 | 23:25 |       | P2 [Архівовано 30 жовтня 2020 у Wayback Machine.] |
|          |           |         |           |       |       |       |       |       |                                                   |
| 10.08.19 | Фінляндія | 1:3     | Аргентина | 17:25 | 18:25 | 25:21 | 24:26 |       | P2 [Архівовано 17 квітня 2021 у Wayback Machine.] |
| 10.08.19 | КНР       | 2:3     | Канада    | 26:24 | 21:25 | 17:25 | 25:23 | 15:17 | P2 [Архівовано 17 квітня 2021 у Wayback Machine.] |
|          |           |         |           |       |       |       |       |       |                                                   |
| 11.08.19 | Канада    | 3:0     | Фінляндія | 25:16 | 26:24 | 25:20 |       |       | P2 [Архівовано 30 жовтня 2020 у Wayback Machine.] |
| 11.08.19 | КНР       | 2:3     | Аргентина | 25:19 | 22:25 | 21:25 | 25:18 | 9:15  | P2 [Архівовано 30 жовтня 2020 у Wayback Machine.] |

## Європейський кваліфікаційний турнір
У турнірі, що відбувся в берлінському спорткомплексі імені Макса Шмелінга, взяли участь збірна Німеччини і 7 найсильніших команд за рейтингом Європейської конфедерації волейболу (за винятком переможців інтерконтинентального кваліфікаційного турніру). Путівку на Олімпійські ігри виграла збірна Франції.

### Група А
|              | Матчі | Матчі | Очки | Сети | Сети | Сети  | М'ячі | М'ячі | М'ячі |
| В            | П     | В     | Очки | П    | В:П  | В     | П     | В:П   |       |
| ------------ | ----- | ----- | ---- | ---- | ---- | ----- | ----- | ----- | ----- |
| 1. Словенія  | 3     | 0     | 8    | 9    | 3    | 3,000 | 294   | 270   | 1,089 |
| 2. Німеччина | 2     | 1     | 7    | 8    | 3    | 2,667 | 263   | 242   | 1,087 |
| 3. Бельгія   | 1     | 2     | 2    | 3    | 8    | 0,375 | 249   | 267   | 0,933 |
| 4. Чехія     | 0     | 3     | 1    | 3    | 9    | 0,333 | 263   | 290   | 0,907 |

| Дата    |           | Рахунок |           | Сети  | Сети  | Сети  | Сети  | Сети  | Звіт                                                |
| Дата    | 1         | Рахунок | 2         | 3     | 4     | 5     |       |       | Звіт                                                |
| ------- | --------- | ------- | --------- | ----- | ----- | ----- | ----- | ----- | --------------------------------------------------- |
| 5.01.20 | Словенія  | 3:0     | Бельгія   | 25:23 | 28:26 | 25:20 |       |       | Звіт                                                |
| 5.01.20 | Чехія     | 0:3     | Німеччина | 19:25 | 22:25 | 20:25 |       |       | Звіт                                                |
|         |           |         |           |       |       |       |       |       |                                                     |
| 6.01.20 | Бельгія   | 0:3     | Німеччина | 18:25 | 23:25 | 24:26 |       |       | Звіт [Архівовано 28 жовтня 2020 у Wayback Machine.] |
|         |           |         |           |       |       |       |       |       |                                                     |
| 7.01.20 | Бельгія   | 3:2     | Чехія     | 21:25 | 28:26 | 25:20 | 22:25 | 19:17 | Звіт [Архівовано 28 жовтня 2020 у Wayback Machine.] |
| 7.01.20 | Німеччина | 2:3     | Словенія  | 34:32 | 20:25 | 25:19 | 21:25 | 12:15 | Звіт                                                |
|         |           |         |           |       |       |       |       |       |                                                     |
| 8.01.20 | Словенія  | 3:1     | Чехія     | 25:12 | 28:26 | 19:25 | 28:26 |       | Звіт                                                |

### Група B
|               | Матчі | Матчі | Очки | Сети | Сети | Сети  | М'ячі | М'ячі | М'ячі |
| В             | П     | В     | Очки | П    | В:П  | В     | П     | В:П   |       |
| ------------- | ----- | ----- | ---- | ---- | ---- | ----- | ----- | ----- | ----- |
| 1. Болгарія   | 3     | 0     | 7    | 9    | 4    | 2,250 | 285   | 260   | 1,096 |
| 2. Франція    | 1     | 2     | 5    | 7    | 6    | 1,167 | 281   | 271   | 1,037 |
| 3. Сербія     | 1     | 2     | 4    | 5    | 6    | 0,833 | 246   | 237   | 1,038 |
| 4. Нідерланди | 1     | 2     | 2    | 3    | 8    | 0,375 | 209   | 253   | 0,826 |

| Дата    |            | Рахунок |            | Сети  | Сети  | Сети  | Сети  | Сети  | Звіт                                                   |
| Дата    | 1          | Рахунок | 2          | 3     | 4     | 5     |       |       | Звіт                                                   |
| ------- | ---------- | ------- | ---------- | ----- | ----- | ----- | ----- | ----- | ------------------------------------------------------ |
| 5.01.20 | Франція    | 3:0     | Сербія     | 25:21 | 25:21 | 25:22 |       |       | Звіт [Архівовано 26 лютого 2021 у Wayback Machine.]    |
|         |            |         |            |       |       |       |       |       |                                                        |
| 6.01.20 | Нідерланди | 0:3     | Сербія     | 18:25 | 18:25 | 17:25 |       |       | Звіт [Архівовано 28 жовтня 2020 у Wayback Machine.]    |
| 6.01.20 | Болгарія   | 3:2     | Франція    | 25:23 | 17:25 | 25:22 | 19:25 | 15:8  | Звіт [Архівовано 25 вересня 2020 у Wayback Machine.]   |
|         |            |         |            |       |       |       |       |       |                                                        |
| 7.01.20 | Болгарія   | 3:0     | Нідерланди | 25:19 | 25:16 | 25:15 |       |       | Звіт [Архівовано 30 жовтня 2020 у Wayback Machine.]    |
|         |            |         |            |       |       |       |       |       |                                                        |
| 8.01.20 | Сербія     | 2:3     | Болгарія   | 21:25 | 26:24 | 22:25 | 25:20 | 13:15 | Звіт [Архівовано 28 листопада 2020 у Wayback Machine.] |
| 8.01.20 | Франція    | 2:3     | Нідерланди | 25:21 | 25:20 | 22:25 | 19:25 | 12:15 | Звіт [Архівовано 29 листопада 2020 у Wayback Machine.] |

### Півфінали
| Дата    |          | Рахунок |           | Сети  | Сети  | Сети  | Сети  | Сети | Звіт |
| Дата    | 1        | Рахунок | 2         | 3     | 4     | 5     |       |      | Звіт |
| ------- | -------- | ------- | --------- | ----- | ----- | ----- | ----- | ---- | ---- |
| 9.01.20 | Словенія | 2:3     | Франція   | 25:13 | 25:22 | 14:25 | 21:25 | 9:15 | Звіт |
| 9.01.20 | Болгарія | 1:3     | Німеччина | 20:25 | 23:25 | 25:20 | 23:25 |      | Звіт |

### Фінал
| Дата     |         | Рахунок |           | Сети  | Сети  | Сети  | Сети | Сети | Звіт |
| Дата     | 1       | Рахунок | 2         | 3     | 4     | 5     |      |      | Звіт |
| -------- | ------- | ------- | --------- | ----- | ----- | ----- | ---- | ---- | ---- |
| 10.01.20 | Франція | 3:0     | Німеччина | 25:20 | 25:20 | 25:23 |      |      | Звіт |

## Азіатський кваліфікаційний турнір
У турнірі, що відбувся в Цзянмені, взяли участь 8 найсильніших команд за підсумками чемпіонату Азії-2019, за винятком збірної Японії і переможців інтерконтинентального кваліфікаційного турніру. Збірну Пакистану, що відмовилася від участі, замінила команда Казахстану. Путівку на Олімпійські ігри виграла команда Ірану.

### Група А
|                      | Матчі | Матчі | Очки | Сети | Сети | Сети  | М'ячі | М'ячі | М'ячі |
| В                    | П     | В     | Очки | П    | В:П  | В     | П     | В:П   |       |
| -------------------- | ----- | ----- | ---- | ---- | ---- | ----- | ----- | ----- | ----- |
| 1. Іран              | 3     | 0     | 6    | 9    | 0    | max   | 228   | 170   | 1,341 |
| 2. КНР               | 2     | 1     | 5    | 6    | 5    | 1,200 | 241   | 223   | 1,081 |
| 3. Китайський Тайбей | 1     | 2     | 4    | 5    | 7    | 0,714 | 238   | 253   | 0,941 |
| 4. Казахстан         | 0     | 3     | 0    | 1    | 9    | 0,111 | 186   | 247   | 0,753 |

| Дата    |                   | Рахунок |                   | Сети  | Сети  | Сети  | Сети  | Сети | Звіт                                                |
| Дата    | 1                 | Рахунок | 2                 | 3     | 4     | 5     |       |      | Звіт                                                |
| ------- | ----------------- | ------- | ----------------- | ----- | ----- | ----- | ----- | ---- | --------------------------------------------------- |
| 7.01.20 | Китайський Тайбей | 0:3     | Іран              | 16:25 | 17:25 | 14:25 |       |      | Звіт [Архівовано 10 січня 2020 у Wayback Machine.]  |
| 7.01.20 | КНР               | 3:0     | Казахстан         | 25:19 | 25:14 | 25:18 |       |      | Звіт [Архівовано 17 квітня 2021 у Wayback Machine.] |
|         |                   |         |                   |       |       |       |       |      |                                                     |
| 8.01.20 | Казахстан         | 0:3     | Іран              | 26:28 | 16:25 | 18:25 |       |      | Звіт [Архівовано 19 січня 2020 у Wayback Machine.]  |
| 8.01.20 | КНР               | 3:2     | Китайський Тайбей | 15:25 | 25:16 | 23:25 | 25:22 | 15:9 | Звіт [Архівовано 19 січня 2020 у Wayback Machine.]  |
|         |                   |         |                   |       |       |       |       |      |                                                     |
| 9.01.20 | Китайський Тайбей | 3:1     | Казахстан         | 19:25 | 25:11 | 25:18 | 25:21 |      | Звіт [Архівовано 17 квітня 2021 у Wayback Machine.] |
| 9.01.20 | Іран              | 3:0     | КНР               | 25:22 | 25:20 | 25:21 |       |      | Звіт [Архівовано 12 січня 2020 у Wayback Machine.]  |

### Група B
|                   | Матчі | Матчі | Очки | Сети | Сети | Сети  | М'ячі | М'ячі | М'ячі |
| В                 | П     | В     | Очки | П    | В:П  | В     | П     | В:П   |       |
| ----------------- | ----- | ----- | ---- | ---- | ---- | ----- | ----- | ----- | ----- |
| 1. Катар          | 2     | 1     | 7    | 8    | 3    | 2,667 | 257   | 234   | 1,098 |
| 2. Південна Корея | 2     | 1     | 6    | 8    | 5    | 1,600 | 299   | 282   | 1,060 |
| 3. Австралія      | 2     | 1     | 5    | 6    | 6    | 1,000 | 272   | 280   | 0,971 |
| 4. Індія          | 0     | 3     | 0    | 1    | 9    | 0,111 | 218   | 250   | 0,872 |

| Дата    |                | Рахунок |                | Сети  | Сети  | Сети  | Сети  | Сети  | Звіт                                                |
| Дата    | 1              | Рахунок | 2              | 3     | 4     | 5     |       |       | Звіт                                                |
| ------- | -------------- | ------- | -------------- | ----- | ----- | ----- | ----- | ----- | --------------------------------------------------- |
| 7.01.20 | Катар          | 3:0     | Індія          | 25:22 | 25:20 | 25:23 |       |       | Звіт [Архівовано 19 січня 2020 у Wayback Machine.]  |
| 7.01.20 | Австралія      | 3:2     | Південна Корея | 23:25 | 25:23 | 26:24 | 20:25 | 19:17 | Звіт [Архівовано 9 січня 2020 у Wayback Machine.]   |
|         |                |         |                |       |       |       |       |       |                                                     |
| 8.01.20 | Австралія      | 0:3     | Катар          | 15:25 | 21:25 | 23:25 |       |       | Звіт [Архівовано 19 січня 2020 у Wayback Machine.]  |
| 8.01.20 | Південна Корея | 3:0     | Індія          | 25:19 | 25:20 | 25:23 |       |       | Звіт [Архівовано 17 квітня 2021 у Wayback Machine.] |
|         |                |         |                |       |       |       |       |       |                                                     |
| 9.01.20 | Індія          | 1:3     | Австралія      | 27:25 | 21:25 | 21:25 | 22:25 |       | Звіт [Архівовано 17 квітня 2021 у Wayback Machine.] |
| 9.01.20 | Катар          | 2:3     | Південна Корея | 18:25 | 26:28 | 25:22 | 25:20 | 13:15 | Звіт [Архівовано 17 квітня 2021 у Wayback Machine.] |

### Півфінали
| Дата     |       | Рахунок |                | Сети  | Сети  | Сети  | Сети  | Сети  | Звіт                                                |
| Дата     | 1     | Рахунок | 2              | 3     | 4     | 5     |       |       | Звіт                                                |
| -------- | ----- | ------- | -------------- | ----- | ----- | ----- | ----- | ----- | --------------------------------------------------- |
| 11.01.20 | Іран  | 3:2     | Південна Корея | 22:25 | 25:21 | 25:18 | 22:25 | 15:13 | Звіт [Архівовано 19 січня 2020 у Wayback Machine.]  |
| 11.01.20 | Катар | 1:3     | КНР            | 22:25 | 18:25 | 25:23 | 20:25 |       | Звіт [Архівовано 17 квітня 2021 у Wayback Machine.] |

### Фінал
| Дата     |     | Рахунок |      | Сети  | Сети  | Сети  | Сети | Сети | Звіт                                               |
| Дата     | 1   | Рахунок | 2    | 3     | 4     | 5     |      |      | Звіт                                               |
| -------- | --- | ------- | ---- | ----- | ----- | ----- | ---- | ---- | -------------------------------------------------- |
| 12.01.20 | КНР | 0:3     | Іран | 14:25 | 22:25 | 14:25 |      |      | Звіт [Архівовано 15 січня 2020 у Wayback Machine.] |

## Африканський кваліфікаційний турнір
У круговому турнірі в Каїрі грали 4 команди. Відмовилися від участі спочатку заявлені збірні Ботсвани, Нігеру і Гани. Путівку на Олімпійські ігри виграла команда Тунісу.
|            | Матчі | Матчі | Очки | Сети | Сети | Сети  | М'ячі | М'ячі | М'ячі |
| В          | П     | В     | Очки | П    | В:П  | В     | П     | В:П   |       |
| ---------- | ----- | ----- | ---- | ---- | ---- | ----- | ----- | ----- | ----- |
| 1. Туніс   | 3     | 0     | 9    | 9    | 1    | 9,000 | 255   | 208   | 1,226 |
| 2. Єгипет  | 2     | 1     | 6    | 6    | 4    | 1,500 | 235   | 211   | 1,114 |
| 3. Алжир   | 1     | 2     | 3    | 5    | 6    | 0,833 | 241   | 246   | 0,980 |
| 4. Камерун | 0     | 3     | 0    | 0    | 9    | 0,000 | 159   | 225   | 0,707 |

| Дата     |         | Рахунок |        | Сети  | Сети  | Сети  | Сети  | Сети | Звіт                                                |
| Дата     | 1       | Рахунок | 2      | 3     | 4     | 5     |       |      | Звіт                                                |
| -------- | ------- | ------- | ------ | ----- | ----- | ----- | ----- | ---- | --------------------------------------------------- |
| 7.01.20  | Єгипет  | 3:1     | Алжир  | 25:18 | 25:17 | 21:25 | 25:20 |      | Звіт [Архівовано 9 січня 2020 у Wayback Machine.]   |
|          |         |         |        |       |       |       |       |      |                                                     |
| 8.01.20  | Камерун | 0:3     | Туніс  | 20:20 | 20:25 | 18:25 |       |      | Звіт [Архівовано 19 січня 2020 у Wayback Machine.]  |
|          |         |         |        |       |       |       |       |      |                                                     |
| 9.01.20  | Камерун | 0:3     | Алжир  | 16:25 | 16:25 | 17:25 |       |      | Звіт [Архівовано 17 квітня 2021 у Wayback Machine.] |
| 9.01.20  | Єгипет  | 0:3     | Туніс  | 27:29 | 14:25 | 23:25 |       |      | Звіт [Архівовано 17 квітня 2021 у Wayback Machine.] |
|          |         |         |        |       |       |       |       |      |                                                     |
| 10.01.20 | Туніс   | 3:1     | Алжир  | 25:17 | 25:23 | 26:28 | 25:18 |      | Звіт [Архівовано 17 квітня 2021 у Wayback Machine.] |
|          |         |         |        |       |       |       |       |      |                                                     |
| 11.01.20 | Камерун | 0:3     | Єгипет | 16:25 | 18:25 | 18:25 |       |      | Звіт [Архівовано 17 квітня 2021 у Wayback Machine.] |

## Північноамериканський кваліфікаційний турнір
У турнірі, що відбувся у Ванкувері, взяли участь 4 команди, відібрані за результатами чемпіонату NORCECA. Олімпійську путівку виграла збірна Канади.
|                | Матчі | Матчі | Очки | М'ячі | М'ячі | М'ячі | Сети | Сети | Сети  |
| В              | П     | В     | Очки | П     | В:П   | В     | П    | В:П  |       |
| -------------- | ----- | ----- | ---- | ----- | ----- | ----- | ---- | ---- | ----- |
| 1. Канада      | 3     | 0     | 13   | 259   | 190   | 1,363 | 9    | 2    | 4,500 |
| 2. Куба        | 2     | 1     | 11   | 268   | 249   | 1,076 | 8    | 4    | 2,000 |
| 3. Пуерто-Рико | 1     | 2     | 5    | 178   | 220   | 0,809 | 3    | 6    | 0,500 |
| 4. Мексика     | 0     | 3     | 1    | 206   | 252   | 0,817 | 1    | 9    | 0,111 |

| Дата     |             | Рахунок |             | Сети  | Сети  | Сети  | Сети  | Сети | Звіт                                     |
| Дата     | 1           | Рахунок | 2           | 3     | 4     | 5     |       |      | Звіт                                     |
| -------- | ----------- | ------- | ----------- | ----- | ----- | ----- | ----- | ---- | ---------------------------------------- |
| 10.01.20 | Канада      | 3:0     | Мексика     | 25:16 | 25:14 | 25:17 |       |      | Звіт                                     |
| 10.01.20 | Куба        | 3:0     | Пуерто-Рико | 25:18 | 25:14 | 25:19 |       |      | Звіт                                     |
|          |             |         |             |       |       |       |       |      |                                          |
| 11.01.20 | Пуерто-Рико | 3:0     | Мексика     | 26:24 | 25:23 | 25:23 |       |      | Звіт                                     |
| 11.01.20 | Канада      | 3:2     | Куба        | 22:25 | 22:25 | 25:12 | 25:21 | 15:9 | Звіт                                     |
|          |             |         |             |       |       |       |       |      |                                          |
| 12.01.20 | Куба        | 3:1     | Мексика     | 26:28 | 25:20 | 25:20 | 25:21 |      | Звіт[недоступне посилання з грудня 2021] |
| 12.01.20 | Канада      | 3:0     | Пуерто-Рико | 25:21 | 25:15 | 25:15 |       |      | Звіт                                     |

## Південноамериканський кваліфікаційний турнір
У турнірі, що відбувся в Мостасалі, взяли участь 4 команди, відібрані за підсумками чемпіонату Південної Америки. Олімпійську ліцензію виграла збірна Венесуели.
|              | Матчі | Матчі | Очки | Сети | Сети | Сети  | М'ячі | М'ячі | М'ячі |
| В            | П     | В     | Очки | П    | В:П  | В     | П     | В:П   |       |
| ------------ | ----- | ----- | ---- | ---- | ---- | ----- | ----- | ----- | ----- |
| 1. Венесуела | 2     | 1     | 7    | 8    | 4    | 2,000 | 289   | 261   | 1,107 |
| 2. Чилі      | 2     | 1     | 6    | 7    | 5    | 1,400 | 305   | 301   | 1,013 |
| 3. Колумбія  | 2     | 1     | 5    | 7    | 5    | 1,400 | 274   | 262   | 1,046 |
| 4. Перу      | 0     | 3     | 0    | 1    | 9    | 0,111 | 216   | 260   | 0,831 |

| Дата     |           | Рахунок |           | Сети  | Сети  | Сети  | Сети  | Сети  | Звіт                                                |
| Дата     | 1         | Рахунок | 2         | 3     | 4     | 5     |       |       | Звіт                                                |
| -------- | --------- | ------- | --------- | ----- | ----- | ----- | ----- | ----- | --------------------------------------------------- |
| 10.01.20 | Перу      | 0:3     | Колумбія  | 19:25 | 23:25 | 21:25 |       |       | Звіт [Архівовано 17 квітня 2021 у Wayback Machine.] |
| 10.01.20 | Чилі      | 1:3     | Венесуела | 35:37 | 14:25 | 27:25 | 22:25 |       | Звіт                                                |
|          |           |         |           |       |       |       |       |       |                                                     |
| 11.01.20 | Колумбія  | 3:2     | Венесуела | 23:25 | 25:22 | 25:19 | 24:26 | 15:10 | Звіт [Архівовано 17 квітня 2021 у Wayback Machine.] |
| 11.01.20 | Чилі      | 3:1     | Перу      | 36:34 | 24:26 | 25:21 | 25:21 |       | Звіт [Архівовано 17 квітня 2021 у Wayback Machine.] |
|          |           |         |           |       |       |       |       |       |                                                     |
| 12.01.20 | Венесуела | 3:0     | Перу      | 25:19 | 25:16 | 25:16 |       |       | Звіт [Архівовано 17 квітня 2021 у Wayback Machine.] |
| 12.01.20 | Чилі      | 3:1     | Колумбія  | 25:22 | 22:25 | 25:21 | 25:19 |       | Звіт [Архівовано 17 квітня 2021 у Wayback Machine.] |